# ラブ&ピース!マスターピース!
『ラブ&ピース!マスターピース!』は2023年11月15日にJVCケンウッド・ビクターエンタテインメント内のGetting Betterからリリースされた、日本のバンド・サンボマスターの通算10枚目のアルバム。

## 解説
- 前作『YES』から約6年ぶりのオリジナルアルバムとなり、メジャーデビュー20周年記念作品。
- 前作から6年の間にリリースされた曲を全て収録しているため、収録されたシングル曲はオリジナルアルバムでは過去最多となった。
- 初回限定盤のDVDには収録曲のミュージックビデオやライブ映像を収録[1]。

## 収録曲
全曲：作詞・作曲：山口隆

### CD
1. Future is Yours　　
23rdシングル表題曲。
映画『しん次元! クレヨンしんちゃん THE MOVIE 超能力大決戦 〜とべとべ手巻き寿司〜』主題歌[2]。
2. 輝きだして走ってく
21stシングル表題曲。
TBS系 金曜ドラマ『チア☆ダン』主題歌。
3. ヒューマニティ!
3rd配信シングル。
TBS系『ラヴィット!』テーマソング。
4. できっこないを やらなくちゃ
14thシングル表題曲。
5thアルバム『きみのためにつよくなりたい』やベストアルバム『サンボマスター 究極ベスト』にも収録されているが、TBS系金曜ドラマ『チア☆ダン』イメージソングとして再録されたものが『輝きだして走ってく』に収録された他、JR東日本の企業広告CMソングのタイアップが付いた為、再度収録された。
音源は前述の『輝きだして走ってく』に収録された、再録が行われたバージョン。
5. 笑っておくれ
NETFLIX コメディシリーズ「トークサバイバー2 ～トークが面白いと生き残れるドラマ～」主題歌。
アルバム発売に先駆け、『トークサバイバー2』の配信開始日である2023年10月10日に先行配信された。
ミュージックビデオが制作され、『トークサバイバー!』シリーズの企画演出・プロデューサーを務める、佐久間宣行がパーソナリティを務める『佐久間宣行のオールナイトニッポン0（ZERO）』（ニッポン放送）にサンボマスターがゲスト出演した際に生演奏でこの曲を披露した時の様子と、事前にリスナーから募集した当楽曲を聴いている姿や聴取後のリアクション映像などを組み合わせたものとなっている[3]。
6. はじまっていく たかまっていく　
22ndシングル表題曲。
テレビ東京系 アニメ『BORUTO-ボルト- -NARUTO NEXT GENERATIONS-』第7期オープニングテーマ。
7. 忘れないで 忘れないで
2nd配信シングル。
テレビ東京系ドラマ24『浦安鉄筋家族』オープニングテーマ。
8. その景色を
障がい者スポーツ普及啓発映像『Be The HERO』コラボソング。
9. ボクだけのもの
4th配信シングル。
映画『Ribbon』主題歌。
10. 花束
1st配信シングル。
ハウスウェルネスフーズ『ウコンの力』CMソング。
NETFLIX コメディシリーズ『トークサバイバー！～トークが面白いと生き残れるドラマ～』主題歌。
11. できっこないを やらなくちゃ – From THE FIRST TAKE
12. Future is Yours – From THE FIRST TAKE

### 初回特典DVD
1. Future is Yours MUSIC VIDEO
2. 輝きだして走ってく MUSIC VIDEO
3. ヒューマニティ！ MUSIC VIDEO
4. できっこないを やらなくちゃ (2021.01.09 ラブ フロム サンボマスター at 横浜アリーナ)
5. 笑っておくれ MUSIC VIDEO
6. はじまっていく たかまっていく MUSIC VIDEO
7. 忘れないで 忘れないで MUSIC VIDEO
8. その景色を (2021.12.05 ゲットバックライブハウスツアー at Zepp DiverCity)
9. ボクだけのもの MUSIC VIDEO
10. 花束 MUSIC VIDEO